# 鼩龍獸屬
鼩龍獸屬（學名：Galesaurus）是已滅絕合弓綱的一屬，屬於獸孔目的犬齒獸亞目，是種原始犬齒獸類動物，是三尖叉齒獸、原鼩龍獸的近親。化石發現於南非的水龍獸組合帶（Lystrosaurus Assemblage Zone），地質年代為三疊紀早期。
鼩龍獸是在1859年被理查·歐文敘述、命名，當時被歸類於恐龍。在1869年的第一期《自然》雜誌，托馬斯·亨利·赫胥黎也將鼩龍獸歸類於恐龍。目前鼩龍獸多將歸類於合弓綱的犬齒獸類。